# フリードリヒ・ヴィルヘルム (ブランデンブルク＝シュヴェート辺境伯)
フリードリヒ・ヴィルヘルム（Friedrich Wilhelm von Brandenburg-Schwedt、1700年12月17日 - 1771年3月4日）は、ホーエンツォレルン家の一員で、ブランデンブルク＝シュヴェート辺境伯、プロイセン王子である。彼は「狂気の辺境伯（Toller Markgraf）」としても知られる。

## 生涯
フリードリヒ・ヴィルヘルムは、1700年12月17日にオラニエンバウム宮殿で、ブランデンブルク＝シュヴェート辺境伯フィリップ・ヴィルヘルムとその妻アンハルト＝デッサウ侯女ヨハンナ・シャルロッテの次男として誕生した。プロイセン国王フリードリヒ1世の甥にあたる。
1711年、わずか11歳で自身の連隊「ブランデンブルク＝シュヴェート騎兵連隊」を授けられたが、実際に戦闘に参加することはなかった。1715年にはグランドツアーのためジュネーブへ、1716年にはイタリアへ旅した。1719年にプロイセンへ戻り、黒鷲勲章を授与された。
彼は短気な性格で、聖職者をからかったり迫害したりしたことで知られる。1723年6月15日にプロイセンの少将に昇進し、1737年7月10日には中将に任命された。1737年には聖ヨハネ騎士団の騎士にもなっている。

## 結婚と子女
1734年11月10日、フリードリヒ・ヴィルヘルムはプロイセン国王フリードリヒ・ヴィルヘルム1世の娘であるプロイセン王女ゾフィー・ドロテア・マリー（1719年 - 1765年）と結婚した。夫婦仲は良好ではなかったが、妻の死の床で和解したとされる。夫妻の間には5人の子供が生まれたが、成人したのは3人の娘であった。2人の息子は3歳になる前に死去している。また、認知された非嫡出の息子が1人いた。
- フリーデリーケ・ドロテア・ゾフィー（1736年 - 1798年）：1753年にヴュルテンベルク公フリードリヒ・オイゲンと結婚。
- アンナ・エリーザベト・ルイーゼ（1738年 - 1821年）：1755年にプロイセン王子アウグスト・フェルディナントと結婚。
- ゲオルク・フィリップ・ヴィルヘルム（1741年 - 1742年）
- フィリッピーネ・アウグステ・アマリエ（1745年 - 1800年）：1773年にヘッセン＝カッセル方伯フリードリヒ2世と結婚。
- ゲオルク・フィリップ・ヴィルヘルム（1749年 - 1751年）

## 死去
フリードリヒ・ヴィルヘルムは1771年3月4日にヴィルデンブルッフ城で死去した。70歳であった。彼の死因は肺炎であったとされる。彼の領地と称号は、成人した嫡出の男子がいなかったため、弟のフリードリヒ・ハインリヒが継承した。